# تروي روبرتس
تروي روبرتس (بالإنجليزية: Troy Roberts)‏ (18 سبتمبر 1983 بسان خوسيه في الولايات المتحدة - ) هو لاعب كرة قدم أمريكي في مركز الدفاع. لعب مع لوس أنجلوس غلاكسي وRochester Rhinos ‏ وCleveland City Stars ‏ وSonoma County Sol ‏.

## وصلات خارجية
- تروي روبرتس على موقع الدوري الأمريكي (الإنجليزية)
- تروي روبرتس على موقع قاعدة بيانات كرة القدم.إي يو (الإنجليزية)